# Ralph Earl

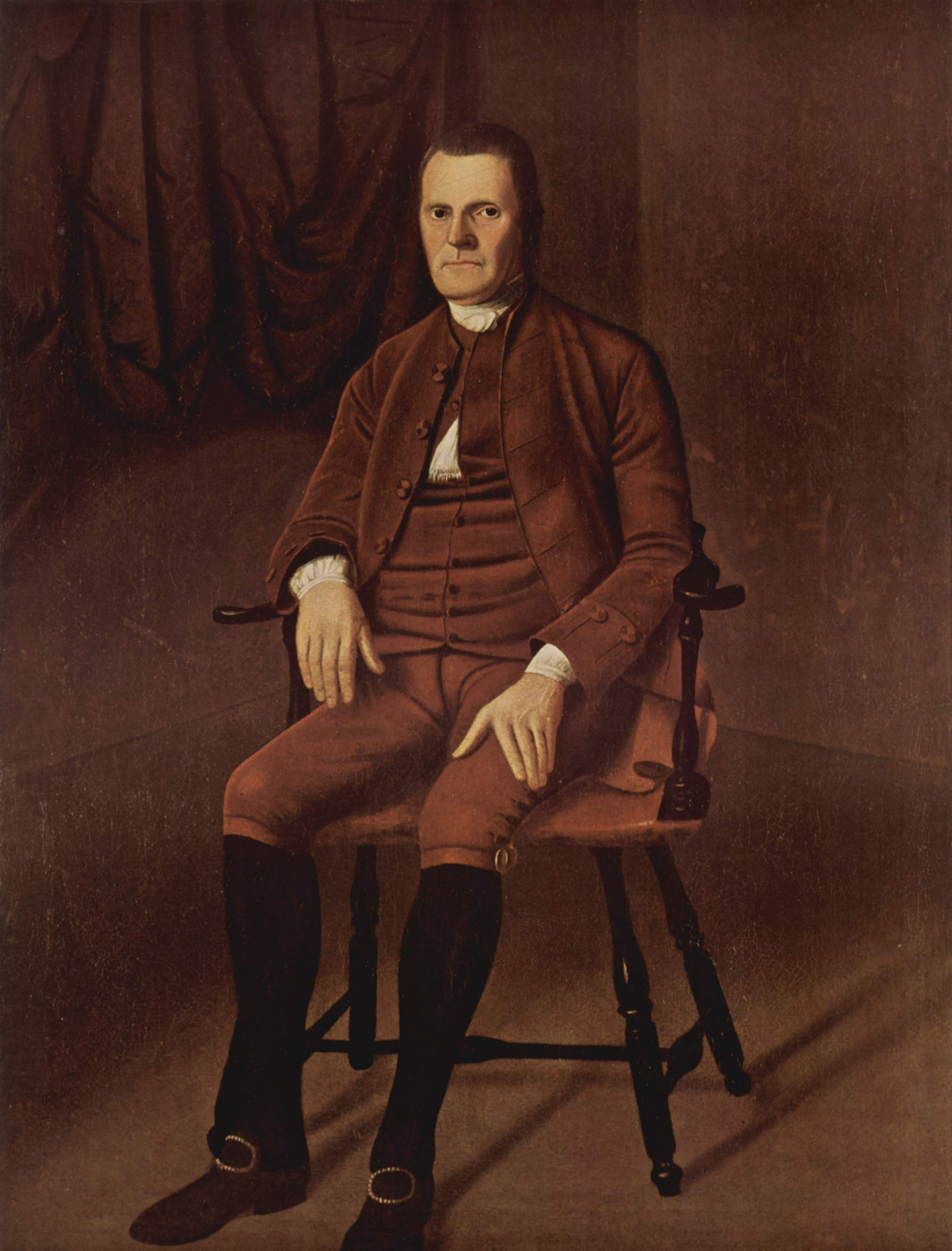
Roger Sherman, 1775/77, Yale University Art Gallery, New Haven.

Ralph Earl, (Worcester County, Massachusetts, 11 de mayo de 1751 - Bolton, Connecticut, 16 de agosto de 1801) fue un pintor estadounidense activo durante la segunda mitad del siglo XVIII.
Fue, en gran medida, un pintor autodidacta, que representa el llamado estilo colonial de finales de siglo. En 1778, tras el estallido de la Guerra de la Independencia de Estados Unidos, y pese a ser hijo de un alto oficial de las fuerzas revolucionarias americanas, considerándose leal a la Corona británica, emigra a Inglaterra, estableciéndose como un reputado pintor; en 1783, fue nombrado miembro de la Royal Academy de Londres. Hasta 1785, reside en Londres, frecuenta el estudio de Benjamin West, y realiza retratos de grandes dimensiones de afamados personajes de la vida pública londinense. Su técnica se afina al contacto con los grandes maestros de la tradición europea. Su paleta se vuelve más clara, los contornos se vuelven más difuminados y aparecen amplios fondos, siguiendo la manera imperante en la Inglaterra coetánea. En 1785, retorna a los independientes Estados Unidos, donde prosigue su carrera, centrado fundamental aunque no exclusivamente en el retrato, donde recupera su sencillo estilo colonial, manteniendo un tono de serena elegancia, que será influyente en muchos artistas estadounidenses posteriores.